# Керба (Прахова)
Керба (рум. Cherba) насеље је у Румунији у округу Прахова у општини Урлаци. Oпштина се налази на надморској висини од 171 m.

## Становништво
Према подацима из 2002. године у насељу је живело 193 становника, од којих су сви румунске националности.